# International Society for Computer Aided Surgery
International Society for Computer Aided Surgery  (ISCAS) (Internationale Gesellschaft für Computerunterstützte Chirurgie) ist eine weltweit agierende gemeinnützige Gesellschaft zur Förderung des wissenschaftlichen und klinischen Fortschritts in der computerassistierten Chirurgie und der damit verbundenen medizinischen Maßnahmen.

## Ziele
- Förderung der technologischen Grundlagenforschung und der klinischen Forschung auf diesem Gebiet[1],
- Förderung eines fachübergreifenden Ansatzes, des Informationsaustauschs und der Zusammenarbeit unter den Mitgliedern des Vereins,
- Beitrag zur Förderung des Technologietransfers von Branchen in Verbindung mit computergestützten Chirurgie und damit verbundene medizinischen Eingriffen,
- Beteiligung an bestimmten Bildungsgängen für Wissenschaftler, Ingenieure und medizinischem Fachpersonal sowie für junge Forscher auf dem Gebiet

## Aktivitäten

### Meetings und Konferenzen
Um die oben genannten Ziele zu erreichen, werden regelmäßig Meetings mit Beiträgen von Spezialisten aus der Medizin, Ingenieuren, Physikern und Informatikern aus Universitäten, Kliniken, Forschungseinrichtungen und der Industrie organisiert, beispielsweise während des Computer Assisted Radiology and Surgery (CARS; Computerassistierte Radiologie und Chirurgie), ein jährlich stattfindender wissenschaftlicher Kongress, initiiert 1983 vom Berliner Senat.

### Wissenschaftliche Publikationen
Die ISCAS ist inhaltlich beteiligt an
- Computer Aided Surgery (Computerunterstützte Chirurgie, offizielle Zeitschrift der ISCAS)[3]
- International Journal of Computer Assisted Radiology and Surgery (Internationale Zeitschrift für computerassistierte Radiologie und Chirurgie)[4]

### ISCAS Akkreditierung
Das Ziel der Akkreditierungsverfahren ist die Bewertung, Verbesserung und öffentliche Anerkennung von Programmen oder Förderinstitutionen für die Forschung und Ausbildung in Computerunterstützter Chirurgie(CAS), um die Qualität der Lehr-, Lern-, Forschungs- und fachlichen Praxis zu verbessern.

### Awards
Zur Förderung junger Wissenschaftler und als Anerkennung herausragender wissenschaftlicher Arbeit vergibt die Gesellschaft folgende Preise und Stipendien:
- ISCAS-CARS Best Student Poster Awards
- Olympus ISCAS Best Paper Award
- ISCAS Stipendium

## Mitglieder

### Aktive Mitglieder
Jede Person aus den Berufsfeldern Ingenieurwesen, Gesundheitswesen, aus wissenschaftlichen oder industriellen Bereichen im Zusammenhang mit computerassistierter Chirurgie und damit verbundenen medizinische Eingriffen kann aktives Mitglied werden.

### Assoziierte Mitglieder
Jede nationale oder internationale Vereinigung mit ähnlichen Zielen kann die assoziierte Mitgliedschaft beantragen und zu einem verbundenen Verein werden, so wie auch jede Bildungseinrichtung, Industrie, Firma oder Organisation, die auf dem Gebiet tätig ist.

### Ehrenmitglieder
Personen, die sich durch besondere Leistungen ausgezeichnet oder die wesentlich zur Entwicklung des Vereins beigetragen haben, können zu Ehrenmitgliedern ernannt werden (ohne jede Verpflichtung zur Zahlung von Mitgliedsbeiträgen).